# 4G in Italia
Nel 2010 l'Unione internazionale delle telecomunicazioni ha autorizzato l'utilizzo della denominazione 4G (quarta generazione) per tecnologie quali LTE e WiMAX.
Per lo sviluppo delle reti mobili italiane, si è scelto di utilizzare la tecnologia LTE.

## Storia del 4G in Italia
Il 27 giugno 2011 veniva pubblicato sulla Gazzetta ufficiale il bando d'asta per l'assegnazione delle licenze agli operatori mobili interessati. Le frequenze oggetto d'asta erano:
- banda 800 MHz (dividendo digitale e ex-frequenze televisive), fino a 6 lotti di frequenze FDD, ciascuno di ampiezza pari a 5 MHz in spettro accoppiato, assegnabili su base nazionale, nominati da 1 a 6;
- banda 1800 MHz, fino a 3 lotti di frequenze FDD, ciascuno di ampiezza pari a 5 MHz in spettro accoppiato, assegnabili su base nazionale, nominati da 1 a 3;
- banda 2000 MHz, 1 lotto di frequenze TDD di ampiezza pari a 15 MHz, assegnabile su base nazionale, nominato lotto A;
- banda 2600 MHz, fino a 12 lotti di frequenze FDD, ciascuno di ampiezza pari a 5 MHz, in spettro accoppiato, assegnabili su base nazionale, nominati da 3 a 14, e 2 lotti di frequenze TDD, ciascuno di ampiezza pari a 15 MHz, assegnabili su base nazionale, nominati lotto B e C, con esclusione delle frequenze 2500-2510 MHz e 2620-2630 MHz nei lotti FDD e delle frequenze 2600-2620 MHz nei lotti TDD.

Il 30 agosto è iniziata l'asta per l'assegnazione delle frequenze. Come previsto gli operatori che vi hanno partecipato sono 4: TIM, Vodafone Italia, Wind Telecomunicazioni e 3 Italia.
L'asta si è conclusa con successo alla fine di settembre 2011, con le seguenti assegnazioni:
- banda 800 MHz: si aggiudicano 2 blocchi a testa Vodafone Italia, TIM e Wind Telecomunicazioni;
- banda 1800 MHz: si aggiudicano 1 blocco a testa Vodafone Italia, TIM, 3 Italia;
- banda 2000 MHz: nessuna offerta da parte dei gestori partecipanti;
- banda 2600 MHz: si aggiudicano 4 blocchi ciascuno 3 Italia e Wind Telecomunicazioni; 3 blocchi ciascuno a TIM e Vodafone Italia.

Le assegnazioni hanno fruttato allo Stato 3.945.295.100 euro (1,260 miliardi da TIM, 1,259 da Vodafone, 1,119 da Wind, 305 milioni da 3 Italia).
Queste frequenze si aggiungono al pacchetto di frequenze già posseduto dai quattro operatori ed utilizzato per il 2G (TIM, Vodafone e Wind) e per il 3G (TIM, Vodafone, Wind e 3 Italia).
Con l'attivazione delle prime celle 4G su banda 1800 TIM, Vodafone e 3 Italia hanno destinato parte delle frequenze già possedute su questa banda, precedentemente destinate alla tecnologia di seconda generazione, alla nuova tecnologia per migliorarne la velocità.

## Approfondimento sulle frequenze
Le frequenze italiane sono così denominate:
| Frequenza | Tecnologia | Numerazione della frequenza | Attuale utilizzo         |
| --------- | ---------- | --------------------------- | ------------------------ |
| 700 MHz   | FDD        | Banda 28                    | 4G/5G                    |
| 800 MHz   | FDD        | Banda 20                    | 4G                       |
| 900 MHz   | FDD        | Banda 8                     | 2G/4G                    |
| 1500 MHz  | SDL        | Banda 32                    | 4G supplemental downlink |
| 1800 MHz  | FDD        | Banda 3                     | 2G/4G                    |
| 2100 MHz  | FDD        | Banda 1                     | 4G                       |
| 2600 MHz  | FDD        | Banda 7                     | 4G                       |
| 2600 MHz  | TDD        | Banda 38                    | 4G                       |

Le varie frequenze sono contraddistinte da differenti particolarità:
- Le frequenze più basse (700 MHz; 800 MHz; 900 MHz) sono in grado di coprire distanze maggiori con più facilità rispetto alle frequenze più alte, inoltre sono le uniche a garantire una soddisfacente copertura all'interno degli edifici, e per questo sono considerate maggiormente pregiate, poiché adatte sia alle zone urbane sia a quelle rurali.
- Le frequenze più alte, meno costose, risultano molto utilizzate in ambienti urbani, grazie alla possibilità di essere aggregate insieme alle frequenze più basse e caratterizzate da minori problemi di interferenze.

A seconda dello spettro licenziato a ciascun operatore, le prestazioni raggiungibili sulle singole frequenze sono differenti. Nello specifico:
Iliad
| Banda  | Frequenza portante | Spettro disponibile (4G) |
| ------ | ------------------ | ------------------------ |
| 28     | 700 MHz            | 10 MHz FDD               |
| 3      | 1800 MHz           | 10 MHz FDD               |
| 1      | 2100 MHz           | 10 MHz FDD               |
| 7      | 2600 MHz           | 10 MHz FDD               |
| Fonti: |                    |                          |

TIM
| Banda | Frequenza portante | Spettro disponibile (4G) |
| ----- | ------------------ | ------------------------ |
| 28    | 700 MHz            | 10 MHz FDD               |
| 20    | 800 MHz            | 10 MHz FDD               |
| 8     | 900 MHz            | 5 MHz FDD                |
| 32    | 1500 MHz           | 20 MHz SDL               |
| 3     | 1800 MHz           | 20 MHz FDD               |
| 1     | 2100 MHz           | 15 MHz FDD               |
| 7     | 2600 MHz           | 15 MHz FDD               |

Vodafone
| Banda  | Frequenza portante | Spettro disponibile (4G) |
| ------ | ------------------ | ------------------------ |
| 28     | 700 MHz            | 10 MHz FDD               |
| 20     | 800 MHz            | 10 MHz FDD               |
| 8      | 900 MHz            | 5 MHz FDD                |
| 32     | 1500 MHz           | 20 MHz SDL               |
| 3      | 1800 MHz           | 20 MHz FDD               |
| 1      | 2100 MHz           | 15 MHz FDD               |
| 7      | 2600 MHz           | 15 MHz FDD               |
| Fonti: |                    |                          |

Wind Tre
| Banda  | Frequenza portante | Spettro disponibile (4G) |
| ------ | ------------------ | ------------------------ |
| 20     | 800 MHz            | 10 MHz FDD               |
| 3      | 1800 MHz           | 20 MHz FDD               |
| 1      | 2100 MHz           | 20 MHz FDD               |
| 7      | 2600 MHz           | 20 MHz FDD               |
| 38     | 2600 MHz           | 20 MHz TDD               |
| Fonti: |                    |                          |

## LTE Advanced o 4G+
Il 4G+ si basa sulla possibilità da parte degli operatori di aggregare, per quanto riguarda il downlink, frequenze differenti in modo da aumentare le velocità di picco e gestire al meglio il traffico sempre crescente degli utenti, soprattutto nelle zone maggiormente abitate. A giugno 2020 questa tecnologia è utilizzata da Iliad, TIM, Vodafone e Wind Tre. Maggiore è la banda aggregata, maggiore sarà la velocità di picco.

## Convergenza WIMAX
Oltre alle frequenze in cui operano gli operatori mobili, in italia sono state assegnate anche le frequenze e relative licenze per la trasmissione WIMAX. Tali frequenze, identificate con la banda LTE 42, si trovano nello spettro delle microonde (3,4 - 3,6 GHz). Si può pensare a WIMAX e LTE come due tecnologie concorrenti, poiché entrambe sono volte a fornire tecnologie di accesso a banda larga agli utenti, ma con delle differenze: la prima è una tecnologia wireless di accesso a banda larga, mentre la seconda è una tecnologia di accesso a banda larga radiomobile. I vantaggi del WIMAX erano o sono: un'infrastruttura meno onerosa di manutenzione e la necessità di meno antenne per coprire il territorio. L'LTE garantisce una continuità di servizio anche a utenti in movimento a elevata velocità, fino a una velocità maggiore di quella consentita dal WIMAX.
L'arrivo del WiMAX 2+, che garantisce la retrocompatibilità con il WIMAX e la compatibilità e inter-operabilità con il TD-LTE, ha visto l'affacciarsi sul territorio nazionale di operatori che trasmettono con tecnologia TD-LTE, come ad esempio Tiscali fornendo un servizio limitatamente a zone non coperte dalla fibra ottica.

## Copertura del territorio
| Operatore    | LTE (4G)                        | LTE (4G)                        | LTE-Advanced (4G+)        | LTE-Advanced (4G+)             | LTE-Advanced (4.5G)                        | LTE-Advanced (4.5G)                                | Aggiornamento |
| ------------ | ------------------------------- | ------------------------------- | ------------------------- | ------------------------------ | ------------------------------------------ | -------------------------------------------------- | ------------- |
| Operatore    | Single-Carrier (100/150 Mbit/s) | Single-Carrier (100/150 Mbit/s) | Dual-Carrier (225 Mbit/s) | Three-Carrier (300/340 Mbit/s) | Three/Quad-Carrier 256QAM (500/550 Mbit/s) | Quad-Carrier 256QAM MIMO 4x4 (700/800/1000 Mbit/s) | Aggiornamento |
| Operatore    | Comuni                          | %                               | Comuni                    | Comuni                         | Comuni                                     | Comuni                                             | Aggiornamento |
| Iliad Italia | -                               | 99%                             | -                         | -                              | -                                          | -                                                  | dicembre 2022 |
| TIM          | 7.823                           | 99,5%                           | 6.116                     | 6.116                          | 6.116                                      | 6.116                                              | Aprile 2024   |
| Vodafone     | 7.783                           | 99,4%                           | 6.800                     | -                              | -                                          | 33                                                 | marzo 2022    |
| Wind Tre     | -                               | 99,7%                           | -                         | -                              | -                                          | -                                                  | Giugno 2024   |